# اچ‌دی ۶۶۴۲۸
اچ‌دی ۶۶۴۲۸ یک ستاره است که در صورت فلکی تک‌شاخ قرار دارد.